# Theodor Chalybäus
Georg Theodor Chalybäus (geboren 29. April 1838 in Dresden, Königreich Sachsen; gestorben 26. März 1920 ebenda) war ein deutscher Arzt, Medizinal- und Sanitätsrat.

## Leben und Wirken
Er gehörte zu den Nachfahren einer sächsischen Pfarrers- und Gelehrtenfamilie und war der Sohn des Antiken-Inspektors und späteren Direktors des Grünen Gewölbes Carl Theodor Chalybäus. Heinrich Moritz Chalybäus aus Pfaffroda war sein Onkel. Nach seiner medizinischen Ausbildung und erfolgter Promotion zum Dr. med. wurde er Begründer und Leiter der ärztlichen Poliklinik des Albertvereins in Dresden und 1875 städtischer Impfarzt.
Er war von 1899 bis 1906 Mitglied der Ärztekammer des Regierungsbezirks Dresden und von 1896 bis 1906 außerordentliches Mitglied des Königlich Sächsischen Landes-Medizinal-Kollegiums.
Von 1886 bis 1903 war er Redakteur des Korrespondenzblattes der ärztlichen Bezirke und der Kreisvereine im Königreich Sachsen. 1911 erfolgte seine Ernennung zum Vorstand der Lymphanstalt in Dresden. 1920 starb er in seiner Wohnung an der Herzogin Garten in Dresden kurz vor Vollendung seines 82. Lebensjahres.

## Schriften (Auswahl)
- Die staatliche Lymphanstalt und die Gewinnung tierischer Schutzpockenlymphe in Dresden. Für die Internationale Hygiene-Ausstellung Dresden 1911 im Auftrag des Kgl. Ministeriums des Innern verfasst.  Kühtmann, Dresden, 1911.
- Über 50 wissenschaftliche Aufsätze über Blattern- und Schutzpockenimpfung
- zahlreiche Aufsätze über ärztliche Standesfragen

## Ehrungen
- 1881: Ritterkreuz des königlich-sächsischen Albrechts-Ordens I. Klasse
- 1898: Verleihung des Titels Medizinalrat
- 1907: Verleihung des Titels Sanitätsrat[1]
- 1910: Ritterkreuz des königlich-sächsischen Verdienstordens I. Klasse